# Peter Fonda
Peter Henry Fonda (n. 23 februarie 1940, New York City, New York, SUA – d. 16 august 2019, Los Angeles, California, SUA) a fost un actor, scenarist, producător și regizor de film american.

## Filmografie

### Film
| An   | Titlu                                   | Rol                       | Note |
| ---- | --------------------------------------- | ------------------------- | --- |
| 1963 | Tammy and the Doctor                    | Dr. Mark Cheswick         | |
| 1963 | The Victors                             | Weaver                    | Nominalizare—Golden Globe Award for New Star of the Year – Actor |
| 1964 | Lilith                                  | Stephen Evshevsky         | |
| 1964 | The Young Lovers                        | Eddie Slocum              | |
| 1965 | The Rounders                            | Necunoscut                | nemenționat |
| 1966 | The Wild Angels                         | 'Heavenly Blues'          | |
| 1967 | The Trip                                | Paul Groves               | |
| 1968 | Spirits of the Dead                     | Baron Wilhelm             | (segmentul "Metzengerstein") |
| 1969 | Easy Rider                              | Wyatt                     | Și scenarist și producător Nominalizare — Academy Award for Best Original Screenplay Nominalizare — Writers Guild of America Award for Best Drama Written Directly for the Screen (ambele împărțite cu Dennis Hopper și Terry Southern) |
| 1971 | Argatul (The Hired Hand)                | Harry Collings            | Regizor |
| 1971 | The Last Movie                          | Young Sheriff             | |
| 1973 | Idaho Transfer                          | Necunoscut                | Regizor |
| 1973 | Two People                              | Evan Bonner               | |
| 1974 | Dirty Mary, Crazy Larry                 | Larry Rayder              | |
| 1974 | Open Season                             | Ken                       | |
| 1975 | Race with the Devil                     | Roger March               | |
| 1975 | 92 in the Shade                         | Tom Skelton               | |
| 1976 | Killer Force                            | Mike Bradley              | |
| 1976 | Fighting Mad                            | Tom Hunter                | |
| 1976 | Futureworld                             | Chuck Browning            | |
| 1977 | Outlaw Blues                            | Bobby Ogden               | |
| 1978 | High-Ballin'                            | Rane                      | |
| 1979 | Wanda Nevada                            | Beaudray Demerille        | Also director |
| 1981 | The Cannonball Run                      | Chief Biker               | Cameo |
| 1982 | Split Image                             | Kirklander                | |
| 1983 | Daijôbu, mai furendo                    | 'Gonzy' Traumerai         | |
| 1983 | Dance of the Dwarfs                     | Harry Bediker             | |
| 1983 | Peppermint-Frieden                      | Mr. Freedom               | |
| 1983 | Spasms                                  | Dr. Tom Brazilian         | |
| 1985 | Certain Fury                            | Rodney                    | |
| 1988 | Mercenary Fighters                      | Virelli                   | |
| 1988 | Hawken's Breed                          | Hawken                    | |
| 1989 | The Rose Garden                         | Herbert Schlüter          | |
| 1990 | Enemy                                   | Ken Andrews               | Și scenarist |
| 1991 | Family Express                          | Nick                      | |
| 1993 | Bodies, Rest & Motion                   | Motorcycle Rider          | |
| 1993 | South Beach                             | Jake                      | |
| 1993 | Deadfall                                | Pete                      | |
| 1994 | Molly & Gina                            | Larry Stanton             | |
| 1994 | Love and a .45                          | Vergil Cheatham           | |
| 1994 | Nadja                                   | Dracula / Dr. Van Helsing | |
| 1996 | Escape from L.A.                        | 'Pipeline'                | |
| 1996 | Grace of My Heart                       | Guru Dave                 | Voce |
| 1997 | Ulee's Gold                             | Ulysses 'Ulee' Jackson    | Golden Globe Award for Best Actor – Motion Picture Drama New York Film Critics Circle Award for Best Actor Dallas–Fort Worth Film Critics Association Award for Best Actor Southeastern Film Critics Association Award for Best Actor Nominalizare — Academy Award for Best Actor Nominalizare — Screen Actors Guild Award for Outstanding Performance by a Male Actor in a Leading Role Nominalizare — Independent Spirit Award for Best Male Lead Nominalizare — National Society of Film Critics Award for Best Actor (2nd place) Nominalizare — Chicago Film Critics Association Award for Best Actor Nominalizare — Online Film Critics Society Award for Best Actor |
| 1997 | Painted Hero                            | Ray, The Cook             | |
| 1998 | Welcome to Hollywood                    | Rolul său                 | |
| 1999 | The Limey                               | Terry Valentine           | |
| 2000 | South of Heaven, West of Hell           | Bill 'Shoshonee Bill'     | |
| 2000 | Thomas and the Magic Railroad           | Grandpa Burnett Stone     | |
| 2000 | Second Skin                             | Mervyn 'Merv' Gutman      | |
| 2001 | Wooly Boys                              | A.J. 'Stoney' Stoneman    | |
| 2004 | The Heart Is Deceitful Above All Things | Grandfather               | |
| 2004 | Ocean's Twelve                          | Bobby Caldwell            | Scene șterse |
| 2006 | In God We Trust                         | Millionaire               | |
| 2007 | Ghost Rider                             | Mephistopheles            | |
| 2007 | Wild Hogs                               | Damien Blade              | |
| 2007 | 3:10 to Yuma                            | Byron McElroy             | Nominalizare—Screen Actors Guild Award for Outstanding Performance by a Cast in a Motion Picture |
| 2008 | Japan                                   | Alfred                    | |
| 2009 | The Perfect Age of Rock 'n' Roll        | August West               | |
| 2009 | The Boondock Saints II: All Saints Day  | Louie 'The Roman' Romano  | |
| 2011 | The Trouble with Bliss                  | Seymour Bliss             | |
| 2012 | Smitty                                  | Jack                      | |
| 2012 | Harodim                                 | Solomon Fell              | |
| 2013 | As Cool as I Am                         | Gerald                    | |
| 2013 | Copperhead                              | Avery                     | |
| 2013 | The Ultimate Life                       | Jacob Early               | |
| 2013 | The Harvest                             | Grandfather               | |
| 2013 | House of Bodies                         | Henry Lee Bishop          | |
| 2015 | Jesse James Lawman                      | Mayor                     | |
| 2015 | The Runner                              | Rayne Pryce               | |
| 2017 | The Ballad of Lefty Brown               | Edward Johnson            | |
| 2017 | The Most Hated Woman in America         | Reverend Harrington       | |
| 2018 | You Can't Say No                        | Buck Murphy               | |
| 2018 | Boundaries                              | Joey                      | |
| 2019 | The Magic Hours                         | Norman Bettinger          | Lansare postumă |
| 2019 | The Last Full Measure                   | Jimmy Burr                | Lansare postumă; ultimul rol de film |

### Televiziune
| An        | Titlu                                   | Rol                       | Note |
| --------- | --------------------------------------- | ------------------------- | --- |
| 1962      | Naked City                              | Jody Selkin               | Episodul: "The Night the Saints Lost Their Halos" |
| 1962      | The New Breed                           | Ronnie Bryson             | Episodul: "Thousands and Thousands of Miles" |
| 1962      | Wagon Train                             | Orly French               | Episodul: "The Orly French Story" |
| 1962–1985 | The Tonight Show Starring Johnny Carson | Rolul său                 | 11 episoade |
| 1963      | The Defenders                           | Gary Foster               | Episodul: "The Brother Killers" |
| 1963      | Channing                                | Unknown                   | Episodul: "An Obelisk for Benny" |
| 1964      | Arrest and Trial                        | Alex Bakalyan             | Episodul: "A Circle of Strangers" |
| 1964      | The Alfred Hitchcock Hour               | Virgil 'Verge' Likens     | Episodul: "The Return of Verge Likens" |
| 1964      | Twelve O'Clock High                     | Lieutenant Andy Lathrop   | Episodul: "The Sound of Distant Thunder" |
| 1966      | Insight                                 | Unknown                   | Episodul: "Politics Can Become a Habit" |
| 1966      | What's My Line?                         | Rolul său / Mystery Guest | 1 episod |
| 1966–1970 | The Merv Griffin Show                   | Rolul său                 | 3 episoade |
| 1967–1968 | Personality                             | Rolul său                 | 4 episoade |
| 1967–1969 | The Joey Bishop Show                    | Rolul său                 | 2 episoade |
| 1968      | Certain Honorable Men                   | Robbie Conroy             | Film TV |
| 1968      | The Red Skelton Show                    | Robinson Crusoe           | Sez. 18, Ep. 12: "Two on the Isle" |
| 1969–1980 | The Mike Douglas Show                   | Rolul său                 | 4 episoade |
| 1970      | The Dick Cavett Show                    | Rolul său                 | 1 episod |
| 1980      | The Hostage Tower                       | Mike Graham               | Film TV |
| 1981–1982 | Fridays                                 | Rolul său                 | 2 episoade |
| 1985      | A Reason to Live                        | Gus Stewart               | Film TV |
| 1988      | Sound                                   | Roberto Lovari            | Miniserial TV |
| 1988      | A Time of Indifference                  | Leo                       | Miniserial TV |
| 1994      | In the Heat of the Night                | Marcantony Appfel         | 2 episoade |
| 1994–1998 | Late Night with Conan O'Brien           | Rolul său                 | 2 episoade |
| 1996      | Don't Look Back                         | 'Mouse'                   | Film TV |
| 1996      | Jeremy Clarkson's Motorworld            | Rolul său                 | Season 2, Episode 3: "Switzerland" |
| 1997      | The Tonight Show with Jay Leno          | Rolul său                 | 1 episod |
| 1997      | Space Ghost Coast to Coast              | Rolul său                 | 2 episoade |
| 1997–1999 | Late Show with David Letterman          | Rolul său                 | 3 episoade |
| 1997–2004 | Biography                               | Rolul său                 | 5 episoade |
| 1998      | The Tempest                             | Gideon Prosper            | Film TV |
| 1998      | The Rosie O'Donnell Show                | Rolul său                 | 1 episod |
| 1999      | The Passion of Ayn Rand                 | Frank O'Connor            | Film TV Golden Globe Award for Best Supporting Actor – Series, Miniseries or Television Film Nominalizare — Primetime Emmy Award for Outstanding Supporting Actor in a Miniseries or a Movie Nominalizare — Screen Actors Guild Award for Outstanding Performance by a Male Actor in a Miniseries or Television Movie |
| 1999      | The Late Late Show with Craig Kilborn   | Rolul său                 | 1 episod |
| 2002      | The Laramie Project                     | Dr. Cantway               | Film TV |
| 2003      | The Maldanodo Miracle                   | Father Russell            | Film TV |
| 2004      | Capital City                            | President Bridgewater     | Film TV |
| 2004      | A Thief of Time                         | Harrison Houk             | Film TV |
| 2004      | Back When We Were Grownups              | Dr. Will Allenby          | Film TV |
| 2005      | Supernova                               | Dr. Austin Shepard        | Film TV |
| 2007      | The Gathering                           | Thomas Carrier            | 2 episoade |
| 2007      | ER                                      | Pierce Tanner             | Episodul: "300 Patients" |
| 2008      | Journey to the Center of the Earth      | Edward                    | Film TV |
| 2009      | Revolution                              | Lawrence Fortis           | Film TV |
| 2009      | Californication                         | Rolul său                 | Episodul: "So Here's the Thing ..." |
| 2009      | The One Show                            | Rolul său                 | 1 episod |
| 2010      | Tavis Smiley                            | Rolul său                 | 1 episod |
| 2011      | CSI: NY                                 | William Hunt              | 2 episoade |
| 2011      | Hawaii Five-0                           | Jesse Billings            | Episodul: "Mea Makamae" |
| 2011      | The Great Ride                          | Rolul său                 | 5 episoade |
| 2014      | HR                                      | Jonathan Quaff            | Film TV |
| 2014      | The Blacklist                           | Geoff Pearl               | Episodul: "The Mombasa Cartel" |
| 2016      | Documentary Now!                        | Peter Fonda               | Episodul: "Mr. Runner Up: My Life as an Oscar Bridesmaid" |
| 2016      | Ride with Norman Reedus                 | Rolul său                 | Sez. 1, Ep. 6: "The Keys with Peter Fonda" |
| 2017      | Made in Hollywood                       | Rolul său                 | 1 episod |
| 2017–2018 | Milo Murphy's Law                       | Regizor                   | Voce, 2 episoade |
| 2019      | 1969                                    | Rolul său                 | Sez. 1, Ep. 6: "Fortunate Sons" |

### Jocuri video
| An   | Titlu                         | Rol de voce |
| ---- | ----------------------------- | ----------- |
| 2004 | Grand Theft Auto: San Andreas | The Truth   |